# Fruitafossor
A Fruitafossor az emlősök (Mammalia) osztályának egyik legősibb képviselője.

## Előfordulása
A Fruitafossor a késő jura korszak idején élt, ezelőtt 155,7—150,8 millió évvel; ott ahol ma az észak-amerikai Colorado állam van. Körülbelül 4,9 millió évig maradt fent. Ebből a fosszilis emlősnemből eddig csak egy faj került elő, az úgynevezett Fruitafossor windscheffeli Luo & Wible, 2005.

## Felfedezése és neve
Ezt a különleges ősállatot 2005. március 31-én fedezték fel a coloradói Fruita nevű város mellett. A jura kori Morrison-formációban kövesedett meg.
A nemének a neve, azaz a Fruitafossor összetett szó; az első része megtalálása helyének nevét, Fruita várost foglalja magába, míg a „fossor” az ásáshoz való életmódjára utal. A fajneve, a windscheffeli megtalálójának Wally Windscheffel tiszteletére kapta. Wally Windscheffel C. Safrisszal együtt bukkant rá a maradványra.

## Rendszerezése és megjelenése
A mezozoikumban a legtöbb emlős mindenevő vagy nem specializált rovarevő volt, azonban a Fruitafossor kizárólag nagy kolóniákban élő rovarok kiásására és elfogyasztására specializálódott (termeszek és hangyák a Krétakor előtt még nem léteztek). Nincs egyetlen mai leszármazottja sem, de azért konvergens evolúciót mutat sok mai állattal, például: az övesállatokkal, a hangyászokkal, a földimalaccal, a tobzoskákkal, a hangyászsünfélékkel, valamint az erszényeshangyásszal. Az előbb felsorolt állatok sem közeli rokonai egymásnak, de a konvergens evolúció következtében, hogy ugyanazt a táplálékot fogyasszák – ez esetben nagy kolóniákban élő rovarokat -, körülbelül ugyanolyan anatómiai megjelenésük kell, hogy legyen.
Ennek az igen ősi emlősállatnak közeli rokona sincs; egyesek az elevenszülő emlősök (Theria) egyik korai ágaként tartják számon. Vannak elevenszülő emlősökre és tojásrakó emlősökre (Prototheria) utaló jellegzetességei is. A vállöve a kacsacsőrű emlősére és a hüllőkére (Reptilia) hasonlít, míg más tulajdonságai a mai emlősökre emlékeztet. Emiatt az őslénykutatók úgy vélik, hogy a Fruitafossor közeli rokona annak az állatnak, amelyből az elevenszülő emlősök fejlődtek ki.
2009-ben J. R. Foster vizsgálata szerint ez az állat csak 6 grammos lehetett, nagyjából egérméretű. A vele kortárs emlősök ennél nagyobbak, 48,5 grammosak is lehettek.
A fogazata fejletlen, szabad gyökerű és zománc nélküli, alakja hengeres; folyamatosan nő (ebben a ma élő övesállatok hasonlítanak rá); a rovarok szétroppantására alkalmas. Mellső végtagjai izmosak (emiatt Popeye-nak becézik), az ásásra voltak kialakulva.

## Felfedezésének jelentősége
Ennek az ásó-rovarfogyasztó állatnak a létezése arról tanúskodik, hogy már a mezozoikumban nagyon változatos volt az emlősök csoportja.
Korábban úgy vélték, hogy a dinoszauruszok idején az emlősök és emlősszerűek kis cickányszerű üreglakó lények voltak, amelyek csak igen ritkán merészkedtek a felszínre. De a Fruitafossor, továbbá a repülőmókus-szerű Volaticotherium, a dinoszauruszokkal táplálkozó Repenomamus és a hódszerű Castorocauda állatoknak köszönhetően ez a vélemény már aligha érvényes.

## Fordítás
- Ez a szócikk részben vagy egészben  a   Fruitafossor című angol Wikipédia-szócikk ezen változatának fordításán alapul.  Az eredeti cikk szerkesztőit annak laptörténete sorolja fel. Ez a jelzés csupán a megfogalmazás eredetét és a szerzői jogokat jelzi, nem szolgál a cikkben szereplő információk forrásmegjelöléseként.